# Gibsonville
Gibsonville är en kommun (town) i Alamance County, och i Guilford County i North Carolina i USA. Orten fick sitt namn efter markägaren Joseph Gibson. Gibsonville hade 6 410 invånare enligt 2010 års officiella folkräkning.